# Fabien Giroix
Fabien Giroix (ur. 17 września 1960 roku w Saint-Maur) – francuski kierowca wyścigowy.

## Kariera
Giroix rozpoczął karierę w międzynarodowych wyścigach samochodowych w 1990 roku od startów we Francuskiej Formule Renault, gdzie pięciokrotnie stawał na podium, a dwukrotnie na jego najwyższym stopniu. Z dorobkiem 86 punktów uplasował się na czwartej pozycji w klasyfikacji generalnej. W tym samym roku startował również gościnnie w Renault 5 Turbo Eurocup, gdzie raz stanął na podium. W późniejszych latach pojawiał się także w stawce Francuskiej Formuły 3, Grand Prix Monako Formuły 3, Niemieckiej Formuły 3, Brytyjskiej Formuły 3, Grand Prix Makau, European Touring Car Championship, Deutsche Tourenwagen Masters, World Touring Car Championship, Formuły 3000, Porsche 944 Turbo Cup France, 24 Heures de Spa-Francorchamps - Lotto Trophy, Trophee Porsche Turbo Cup, Francuskiego Pucharu Porsche Carrera, French Touring Car Championship, French Supertouring Championship, Porsche Supercup, Spanish Touring Car Championship, 24-godzinnego wyścigu Le Mans, Global GT Championship, FIA GT Championship, 1000 km Suzuka, 24h Nürburgring, Bahrain GT Festival, Speedcar Series, Le Mans Series, FIA GT3 European Cup, 24H Series, Blancpain Endurance Series, BOSS GP - Open, American Le Mans Series, FIA GT1 World Championship, Intercontinental Le Mans Cup, UAE GT Championship, FIA World Endurance Championship oraz Dunlop 24H Dubai.
W Formule 3000 Francuz wystartował w pięciu wyścigach sezonu 1988 z francuską ekipą Sport Auto Racing. Uzbierane trzy punkty pozwoliły mu zająć siedemnaste miejsce w końcowej klasyfikacji kierowców.